# Джо Ранц
Джо Ранц (англ. Joe Rantz, 31 березня 1914 — 10 вересня 2007) — американський академічний веслувальник і спортсмен.
Олімпійський чемпіон 1936 року в складі вісімки.